# تریسی مان
تریسی رابرت مان (زاده ۱۷ دسامبر ۱۹۷۶) یک تاجر و سیاستمدار آمریکایی است که از سال ۲۰۲۱ به عنوان نماینده ایالات متحده از ناحیه ۱ کنگره کانزاس خدمت کرده است. مان از سال ۲۰۱۸ تا ۲۰۱۹ به عنوان پنجاهمین معاون فرماندار کانزاس خدمت کرد.
مان در مزرعه خانوادگی خود در نزدیکی کوینتر، کانزاس به دنیا آمد و بزرگ شد. او با پدربزرگ، پدر و برادرش در مزرعه و حیاط علوفه کار می‌کرد. مان در دبیرستان کوینتر تحصیل کرد.